# Джессі Мор Ґрінмен
Джессі Мор Ґрінмен (англ. Jesse More Greenman; 27 грудня 1867 — 20 січня 1951) — американський ботанік. Він спеціалізувався на тропічній флорі, з особливим акцентом на рослинах Мексики та Центральної Америки. Він був авторитетом щодо роду жовтозілля (Senecio) та відомий своєю роботою в Ботанічному саду Міссурі.

## Життя та кар'єра
Ґрінмен народився на північному сході штату Пенсільванія. Ґрінмен здобув ступінь бакалавра в Пенсільванському університеті в 1893 році, потім протягом року пропрацював викладачем. У 1894 році він вступив до Гарвардського університету, де навчався та працював у гербарії Ґрея до 1899 року, коли здобув ступінь магістра. Там він розпочав тривалу співпрацю з Бенджаміном Лінкольном Робінсоном. У 1901 році він здобув ступінь доктора філософії в Берлінському університеті. Потім він викладав у Гарварді з 1902 до 1905 року. У 1902 році він одружився з Енн Тернер (1875—1936). Згодом він працював асистентом куратора відділу ботаніки Музею природної історії в Чикаго та доцентом кафедри ботаніки в Чиказькому університеті. Він почав працювати куратором у Ботанічному саду Міссурі в 1913 році, залишаючись там до виходу на пенсію в 1943 році. За час його роботи куратором колекція флори зросла з 600 000 до приблизно 1 500 000 одиниць. Він також був професором ботаніки у Вашингтонському університеті. У 1945 році він переніс важкий інсульт. У Ґрінмена та його дружини було двоє синів, Джессі Ґрінмен-молодший та Мілтон Т. Ґрінмен. Мілтон супроводжував його під час подорожі до Центральної Америки в 1922 році.

## Почесні звання
Починаючи з 1968 року, за академічну статтю, «…визнану найкращою в систематиці судинних рослин або мохів на основі докторської дисертації, опублікованої протягом попереднього року» Гербарієм ботанічного саду Міссурі присуджується «Премія Джессі М. Ґрінмена» на його честь
Роди Greenmania P. Hieronymus і Greenmaniella WM Sharp були названі на його честь. Senecio multivenius Benth., S. cooperi Greenm. і S. megaphyllus Greenm. були перекласифіковані в новий рід Jessea H. Robinson і J. Cuatrecases на честь Ґрінмена.

## Публікації
- 1938. Studies of South American Senecios. 28 pp.
- 1929. A New Variety of Senecio aureus L. 2 pp.
- 1929. New Agaves from Southwestern United States
- 1918. A New Selaginella from Mexico
- 1917. Two exotic Compositae in North America. 4 pp.
- 1916. A New Senecio from Jamaica. 2 pp.
- 1915. The Yareta Or Vegetable Sheep of Peru
- 1914. Descriptions of North American Senecioneae
- 1912. I. New species of Cuban Senecioneae. II. Diagnoses of new species and notes on other spermatophytes, chiefly from Mexico and Central America. Fieldiana. Botany series v. 2, Nº 8 Art.
- 1911. Some Canadian Senecios. 5 pp.
- 1908. The Generic Name Goldmania
- 1908. Notes on the Genus Senecio. 69 pp.
- 1907. New Or Noteworthy Spermatophytes From Mexico, Central America, And The West Indies. Kessinger Publishing, LLC, ISBN 0-548-89531-7.
- 1906. Studies in the Genus Citharexylum. 190 pp. Field Columbian Museum Publication 117, Bot.series, Vol. 2 Nº 4.
- 1906. Two New Species from Northwestern America
- 1905. A New Krynitzkia
- 1905. Descriptions of Spermatophytes from the Southwestern United States, Mexico, and Central America. Contributions from the Gray Herbarium of Harvard Univ 31. Editor Acad. 36 pp.
- 1904. Notes on Southwestern and Mexican Plants
- 1904. Diagnoses and Synonymy of Mexican and Central American Spermatophytes. Proc. of the Am. Academy of Arts and Sci. 40. Editor Acad. 25 pp.
- 1903. New and otherwise noteworthy Angiosperms from Mexico and Central America. Contrib. from the Gray Herbarium, Harvard Univ. 25. Editor Gray Herb. of Harvard Univ. 120 pp.
- 1901. The Genus Senecio in New England. 5 pp.
- 1900. New Species and Varieties of Mexican Plants. 315 pp.
- 1899. Northwestern Plants, Chiefly from Oregon. 6 pp.